# Liposom

Schemat liposomu zbudowanego z fosfolipidów w roztworze wodnym.

Liposomy, pęcherzyki fosfolipidowe – struktury powstające samoistnie z fosfolipidów. Mają postać pęcherzyków (o wielkości 0,01–1 μm) wypełnionych wodą (lub wodnym roztworem), a otoczonych podwójną warstwą lipidową o grubości ok. 5 nm. Otoczka liposomów jest zbudowana analogicznie do błon biologicznych. Liposomy występują w organizmach żywych, np. we krwi oraz są produkowane przemysłowo.
Liposomy wytwarzane sztucznie znajdują zastosowanie głównie w przemyśle farmaceutycznym oraz kosmetycznym, a także w badaniach naukowych, jako model błony biologicznej. Wewnątrz liposomów można umieszczać roztwory lub zawiesiny wodne różnych substancji, w tym także leków lub kwasów nukleinowych. Cecha ta umożliwia stosowanie liposomów jako nośników leków.
Modyfikowane liposomy, zawierające w otoczce białka, antygeny lub inne substancje biologiczne mogą służyć do projektowania leków działających wybiórczo na konkretną tkankę. Jeśli w błonie liposomów znajdują się określone białka, np. apolipoproteiny, dla których receptory znajdują się tylko na niektórych komórkach, wtedy liposomy wiążą się z tymi komórkami, błony fuzują (łączą się), a zawartość liposomów przedostaje się bezpośrednio do komórek, w ten sposób można leczyć wybiórczo, np. różnego rodzaju nowotwory (badania prowadzono na raku okrężnicy myszy). Natomiast jeśli w liposomach znajdują się fragmenty DNA zawierające określony gen, wówczas za pomocą takiej samej metody można przenieść taki gen bezpośrednio do komórek w celach leczniczych.

## Podział
Liposomy można podzielić na sztuczne i naturalne.

### Liposomy sztuczne
Liposomy sztuczne można podzielić pod względem rozmiaru, ilości warstw otoczki i sposobu wykonania.
Wyróżnia się następujące grupy:
- Liposomy z więcej niż jedną warstwą lipidową
  - Liposomy wielowarstwowe (ang.multilamellar vesicles) – MLV – rozmiar 0,4–10 µm
  - Pęcherzyki oligolamelarne (ang.oligolamellar vesicles) – OLV – rozmiar 0,1–1 µm
- Liposomy jednowarstwowe (ang.unilamellar vesicles) – UV – rozmiar 0,01–1 µm
  - Małe liposomy jednowarstwowe (ang.small (or sonicated) unilameller vesicles) – SUV – rozmiar 0,02–0,03 µm
  - Duże liposomy jednowarstwowe (ang.large unilamellar vesicles) – LUV – rozmiar 0,05–1 µm
  - Olbrzymie jednowarstwowe liposomy (ang.giant unilamellar vesicles) – GUV – rozmiar >1 µm
  - Wielopęcherzykowe liposomy (ang.multivesicular vesicles) – MVV – rozmiar >1 µm

### Liposomy naturalne
W warunkach naturalnych, lipidy (cholesterol, triglicerydy i in.) transportowane są w środowisku wodnym organizmu, z krwią i płynem tkankowym w postaci lipoprotein. Mają one postać pęcherzyków lub dysków otoczonych podwójną lub pojedynczą warstwą lipidową błony, zbudowaną z fosfolipidów, w których znajdują się białka – apolipoproteiny.
Wyróżnia się różne rodzaje lipoprotein:
- VLDL (ang. very low density lipoprotein tj. lipoproteina o bardzo małej gęstości; do 1,006 g/ml)
- LDL (ang. low density lipoprotein tj. lipoproteina o małej gęstości; do 1,063 g/ml), która powstaje z VLDL i której obecność w surowicy wiązana jest z podwyższonym ryzykiem miażdżycy
- HDL (ang. high density lipoprotein tj. lipoproteina o wysokiej gęstości; do 1,21 g/ml)

oraz
- IDL (ang. intermediate density lipoprotein tj. lipoproteina o pośredniej gęstości; do 1,019 g/ml)

## Wytwarzanie
Do technik formowania liposomów należą:
- Wstrząsanie  – powoduje powstawanie wielowarstwowych liposomów (MLV), które można następnie rozbijać na mniejsze, różnymi metodami.
- Sonikacja – jest to metoda prowadząca do powstania liposomów jednowarstwowych (jedna warstwa podwójnej błony lipidowej)

## Zastosowanie
W biologii i medycynie liposomy są stosowane do:
- badania właściwości białek błonowych
- modulowania procesów zachodzących w naturalnych błonach
- wbudowywania nowych składników do błony komórkowej
- wprowadzania do komórek substancji trudno rozpuszczalnych i łatwo utleniających się w wodzie

- jako postać leku, do terapii celowanej
- wzmocnienia odpowiedzi immunologicznej
- w przemyśle kosmetycznym, jako nośnik substancji hydrofilowych w tłustych kremach.